# Ricardo Rodríguez (fotbalista)
Ricardo Iván Rodríguez Araya (* 25. srpna 1992 Curych), známý jako Ricardo Rodríguez, je švýcarský profesionální fotbalista, který hraje na pozici středního či levého obránce za italský klub Turín a za švýcarský národní tým.

## Klubová kariéra
Do světa fotbalu vstoupil skrze angažmá ve švýcarském týmu FC Zürich. V lednu roku 2012 přestoupil do německého Vfl Wolfsburg, poté co na sebe upozornil nejen v Lize mistrů s Zürichem. Přestupová částka činila přibližně 6 milionů €.
Stal se tak nejdražší zimní posilou mužstva Felixe Magatha. Za svůj nový tým nastoupil poprvé 21. ledna proti 1. FC Köln a až do konce sezóny sehrál všechna ligová utkání bez střídání na postu krajního beka.
Během své druhé sezóny za Wolfsburg si zahrál ve 24 ligových zápasech, zbývající ligové zápasy povětšinou odehrál Marcel Schäfer, kterého upřednostnil dočasný kouč Lorenz-Günther Köstner po vyhazovu Felixe Magatha. Ve třetím ročníku za Vlky (jak je Wolfsburg přezdíván) byl pod koučem Dieterem Heckingem opět první volbou na post levého obránce a připsal si 34 ligových startů včetně 5 branek. První gól vstřelil z přímého kopu 9. listopadu 2013 doma proti Dortmundu, čímž po poločase v 56. minutě srovnal na 1-1. Díky jeho gólu a gólu Ivica Oliće se Wolsburg radoval z výhry 2-1.
Přespříští ligové kolo proti Hamburku srovnal na 1-1, poté co se za hosty trefil Hakan Çalhanoğlu a zařídil tak Wolfsburgu alespoň bod.
V prosinci se znovu trefil z přímého kopu, když ve 38. minutě vstřelil první gól utkání. Stuttgartu se sice podařilo též vstřelit branku, ale zápas nakonec ovládli Vlci poměrem 3-1.
V létě roku 2017 přestoupil do italského celku AC Milán, se kterým podepsal kontrakt do roku 2021.
Ve své první sezóně odehrál 47 klání, z toho 41 v domácí lize. Vstřelil jeden gól.

## Reprezentační kariéra
Rodríguez byl součástí týmu švýcarské reprezentace, která roku 2009 vyhrála nigerijské MS do 17 let. Přes mládežnické výběry se propracoval do seniorské reprezentace, se kterou se účastnil Olympijských her v roce 2012. Zahrál si na ME 2016 a světovém šampionátu v letech 2014 a 2018.

## Osobní život
Rodríguezův otec je Španěl, matka pochází z Chile.

## Přestupy
- z FC Curych do VfL Wolfsburg za 8 500 000 Euro
- z VfL Wolfsburg do AC Milán za 15 000 000 Euro
- z AC Milán do PSV Eindhoven za 250 000 Euro (hostování)
- z AC Milán do Turín FC za 1 950 000 Euro

## Statistiky
| Sezóna              | Klub                | Liga                | Liga   | Liga | Ligové poháry | Ligové poháry | Ligové poháry | Kontinentální poháry | Kontinentální poháry | Kontinentální poháry | Celkem | Celkem |
| Sezóna              | Klub                | Soutěž              | Zápasy | Góly | Soutěž        | Zápasy        | Góly          | Soutěž               | Zápasy               | Góly                 | Zápasy | Góly   |
| ------------------- | ------------------- | ------------------- | ------ | ---- | ------------- | ------------- | ------------- | -------------------- | -------------------- | -------------------- | ------ | ------ |
| 2009/10             | FC Curych           | Super League        | 6      | 0    | -             | 0             | 0             | -                    | 0                    | 0                    | 6      | 0      |
| 2010/11             | FC Curych           | Super League        | 13     | 1    | ŠP            | 2             | 0             | -                    | 0                    | 0                    | 15     | 1      |
| 2011/12             | FC Curych           | Super League        | 16     | 1    | ŠP            | 2             | 0             | LM+EL                | 4+5                  | 0+0                  | 27     | 1      |
| Celkem za Curych    | Celkem za Curych    | Celkem za Curych    | 35     | 2    | -             | 4             | 0             | -                    | 9                    | 0                    | 48     | 2      |
| 2012                | Wolfsburg           | Bundesliga          | 17     | 0    | -             | 0             | 0             | -                    | 0                    | 0                    | 17     | 0      |
| 2012/13             | Wolfsburg           | Bundesliga          | 24     | 0    | NP            | 3             | 0             | -                    | 0                    | 0                    | 27     | 0      |
| 2013/14             | Wolfsburg           | Bundesliga          | 34     | 5    | NP            | 4             | 2             | -                    | 0                    | 0                    | 38     | 7      |
| 2014/15             | Wolfsburg           | Bundesliga          | 26     | 6    | NP            | 4             | 1             | EL                   | 9                    | 3                    | 39     | 10     |
| 2015/16             | Wolfsburg           | Bundesliga          | 24     | 2    | NP+NS         | 2+1           | 0+0           | LM                   | 9                    | 1                    | 36     | 3      |
| 2016/17             | Wolfsburg           | Bundesliga          | 24     | 2    | NP            | 3             | 0             | -                    | 0                    | 0                    | 27     | 2      |
| Celkem za Wolfsburg | Celkem za Wolfsburg | Celkem za Wolfsburg | 149    | 15   | -             | 17            | 3             | -                    | 18                   | 4                    | 184    | 22     |
| 2017/18             | Milán               | Serie A             | 34     | 1    | IP            | 4             | 0             | EL                   | 9                    | 3                    | 47     | 4      |
| 2018/19             | Milán               | Serie A             | 35     | 0    | IP+IS         | 2+1           | 0+0           | EL                   | 3                    | 0                    | 41     | 0      |
| 2019/20             | Milán               | Serie A             | 5      | 0    | IP            | 0             | 0             | -                    | 0                    | 0                    | 5      | 0      |
| Celkem za Milán     | Celkem za Milán     | Celkem za Milán     | 74     | 1    | -             | 7             | 0             | -                    | 12                   | 3                    | 93     | 4      |
| 2020                | Eindhoven           | Eredivisie          | 6      | 0    | NP            | 0             | 0             | -                    | 0                    | 0                    | 6      | 0      |
| 2020/21             | Turín               | Serie A             | 16     | 0    | IP            | 2             | 0             | -                    | 0                    | 0                    | 18     | 0      |
| 2021/22             | Turín               | Serie A             | 34     | 0    | IP            | 2             | 0             | -                    | 0                    | 0                    | 36     | 0      |
| 2022/23             | Turín               | Serie A             | 35     | 0    | IP            | 3             | 0             | -                    | 0                    | 0                    | 38     | 0      |
| 2023/24             | Turín               | Serie A             | 35     | 1    | IP            | 2             | 0             | -                    | 0                    | 0                    | 37     | 1      |
| Celkem za Turín     | Celkem za Turín     | Celkem za Turín     | 119    | 1    | -             | 9             | 0             | -                    | 0                    | 0                    | 128    | 1      |
| Celkově             | Celkově             | Celkově             | 377    | 19   | -             | 35            | 3             | -                    | 39                   | 7                    | 453    | 29     |

## Úspěchy

### Klubové
- 1× vítěz německého poháru (2014/15)
- 1× vítěz německého superpoháru (2015)

### Reprezentační
- 3× na MS (2014, 2018, 2022)
- 3× na ME (2016, 2020, 2024)
- 1× na OH (2012)